# 좌종당계

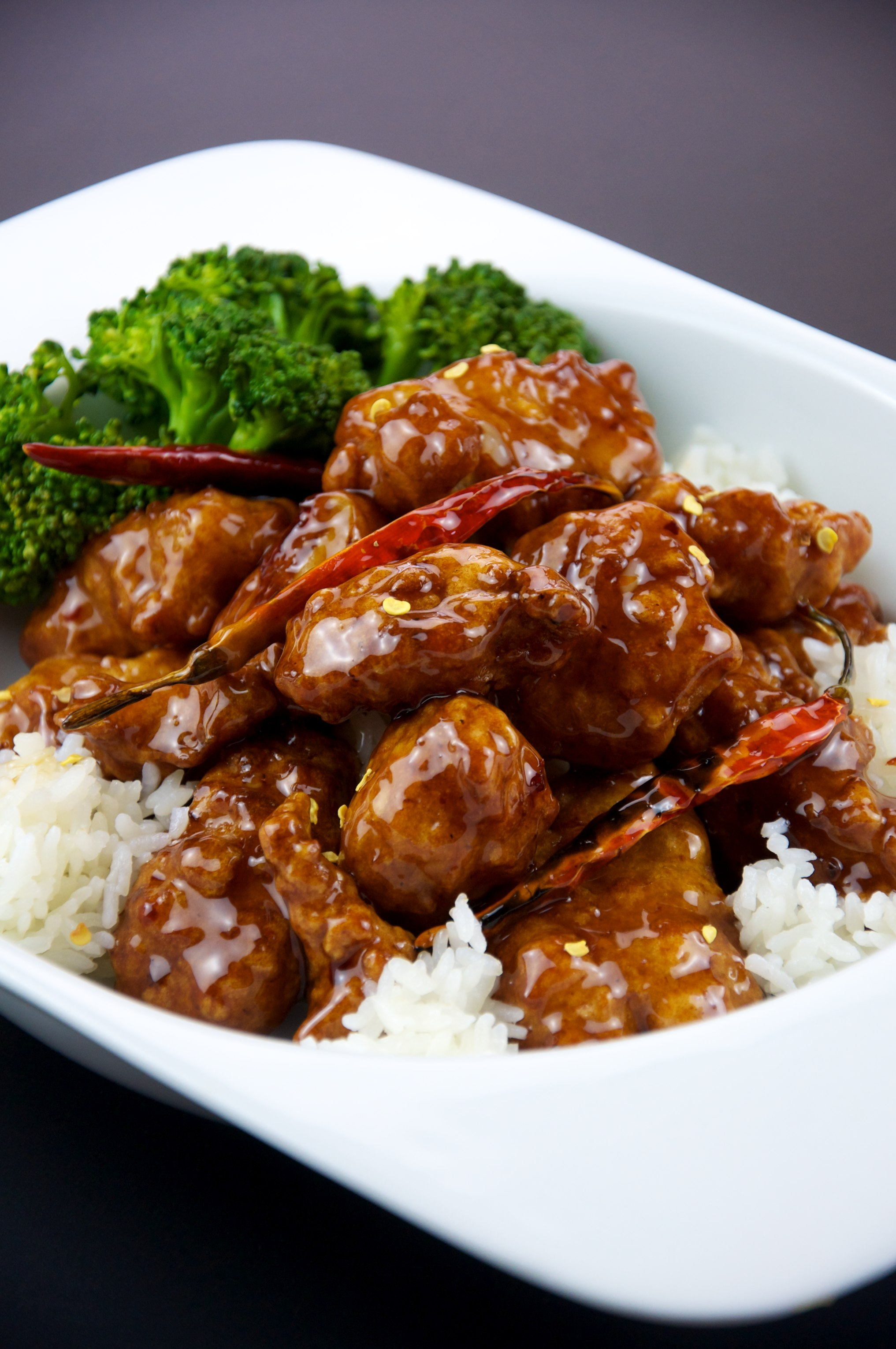
제너럴 초스 치킨

좌종당계(영어: General Tso's chicken 제너럴 쏘 치킨[*], 중국어 간체자: 左宗棠鸡, 정체자: 左宗棠雞, 병음: Zuǒ Zōngtáng jī 쭤쭝탕지[*], 한자음: 좌종당계)은 미국식 중국 요리의 하나로, 닭고기를 튀겨서 매콤달콤한 양념을 한 것이다. 청나라 말기의 장군 좌종당이 즐겨 먹었다고 이런 이름이 붙었으나, 정작 중국 본토에는 존재하지 않는 요리이다. 실제로는 1949년경 미국 땅에서 만들어진 것으로 추측된다.

## 같이 보기
- 오렌지 치킨
- 레몬 치킨